# Healing Rain
A Healing Rain Michael W. Smith 2004-es albuma.

## Tartalom
1. Here I Am
2. Healing Rain
3. Live Forever
4. Hang On
5. Fly to the Moon
6. Human Spark
7. We Can’t Wait Any Longer
8. I Am Love
9. Bridge over Troubled Water (Paul Simontól)
10. Eagles Fly
11. All I Want